# أكيرا إشيغامي
أكيرا إشيغامي (باليابانية: 石亀 晃) (مواليد 20 مايو 1985)، هو لاعب كرة قدم ياباني سابق كان يلعب كمدافع.

## وصلات خارجية
- أكيرا إشيغامي على موقع رابطة كرة القدم اليابانية للمحترفين (اليابانية)
- أكيرا إشيغامي على موقع قاعدة بيانات كرة القدم.إي يو (الإنجليزية)
- أكيرا إشيغامي على موقع Soccerway.com (الإنجليزية)
- أكيرا إشيغامي على موقع عالم كرة القدم.نت (الإنجليزية)